# Blepharis
Blepharis är ett släkte av akantusväxter. Blepharis ingår i familjen akantusväxter.

## Bildgalleri

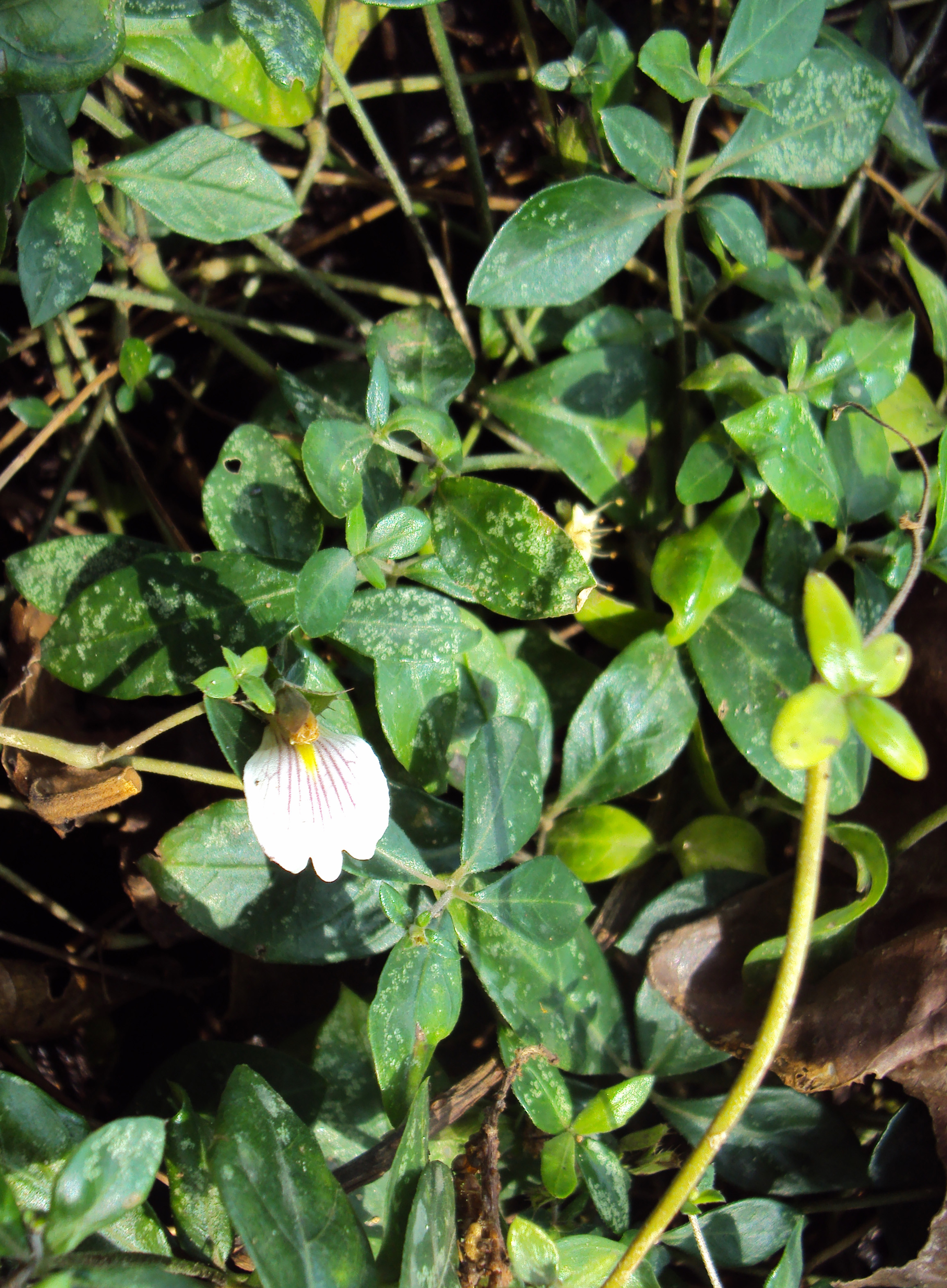
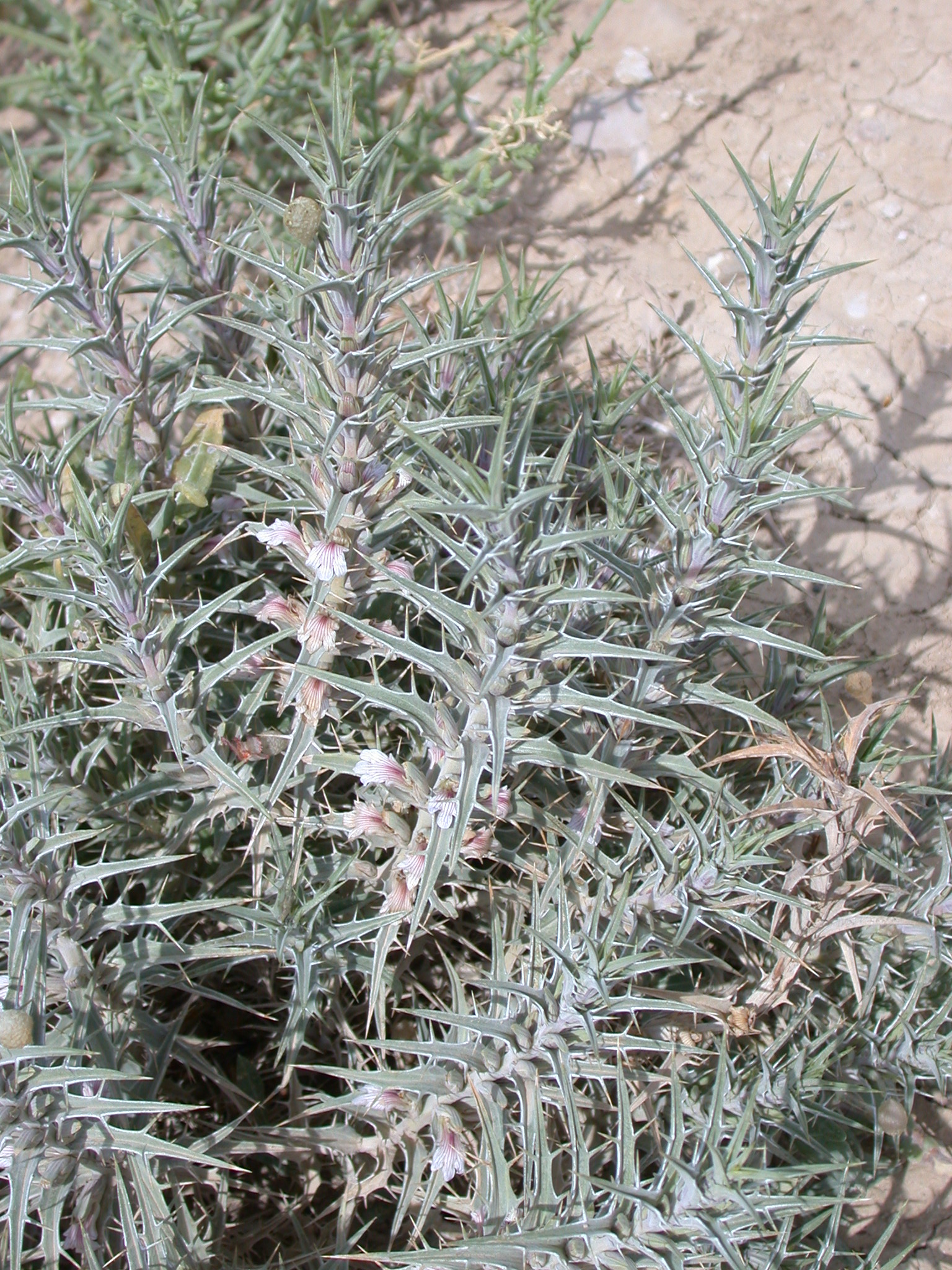
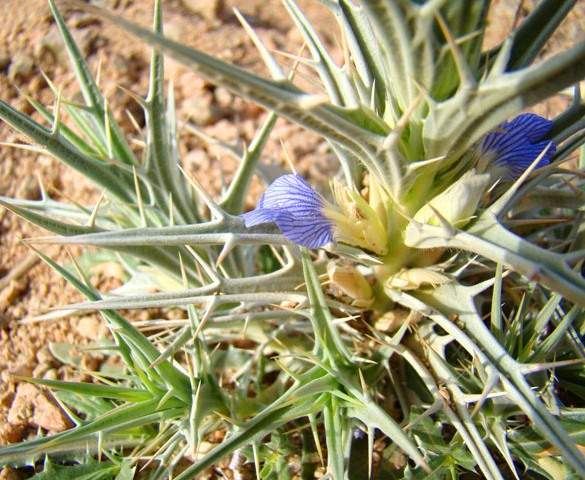
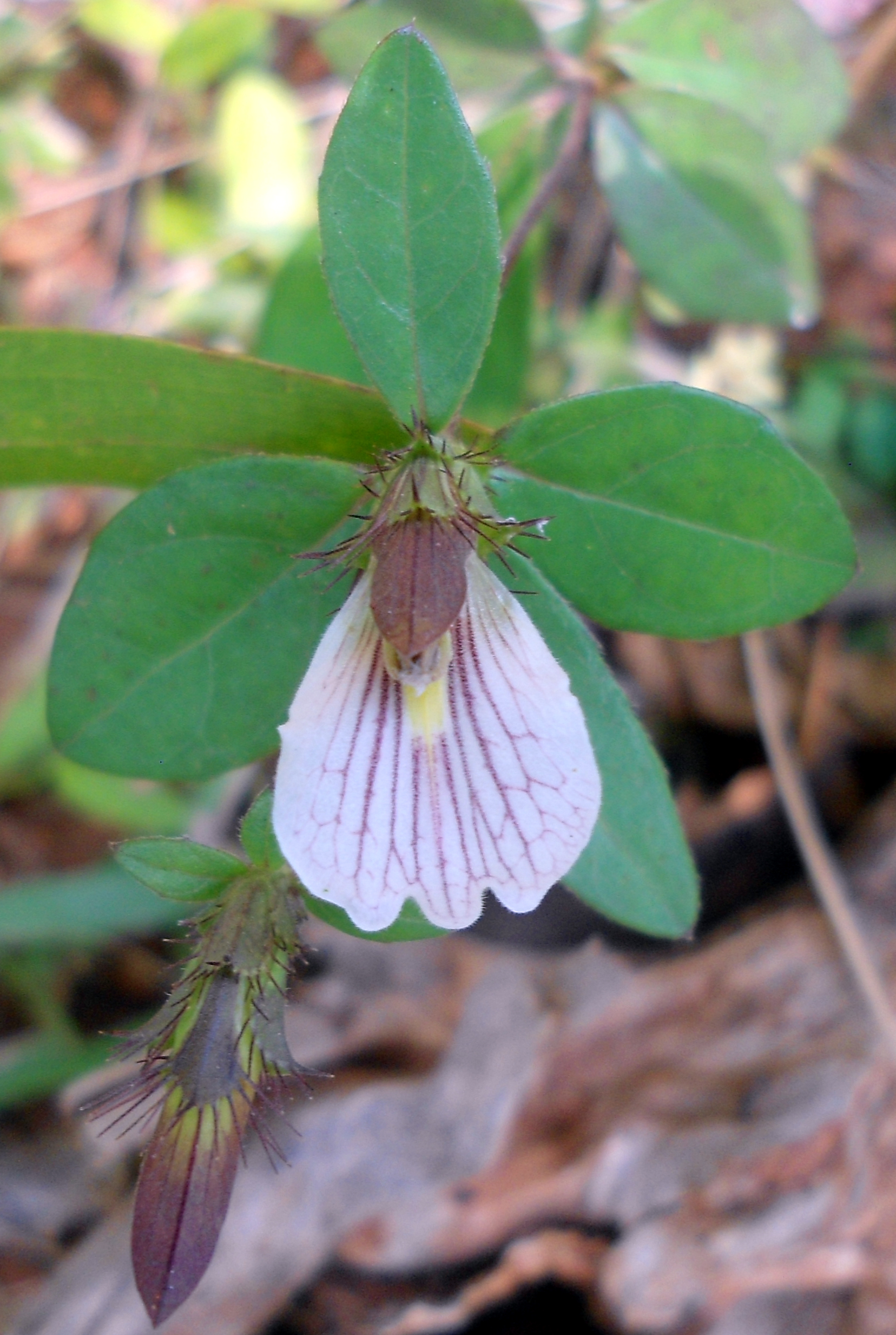
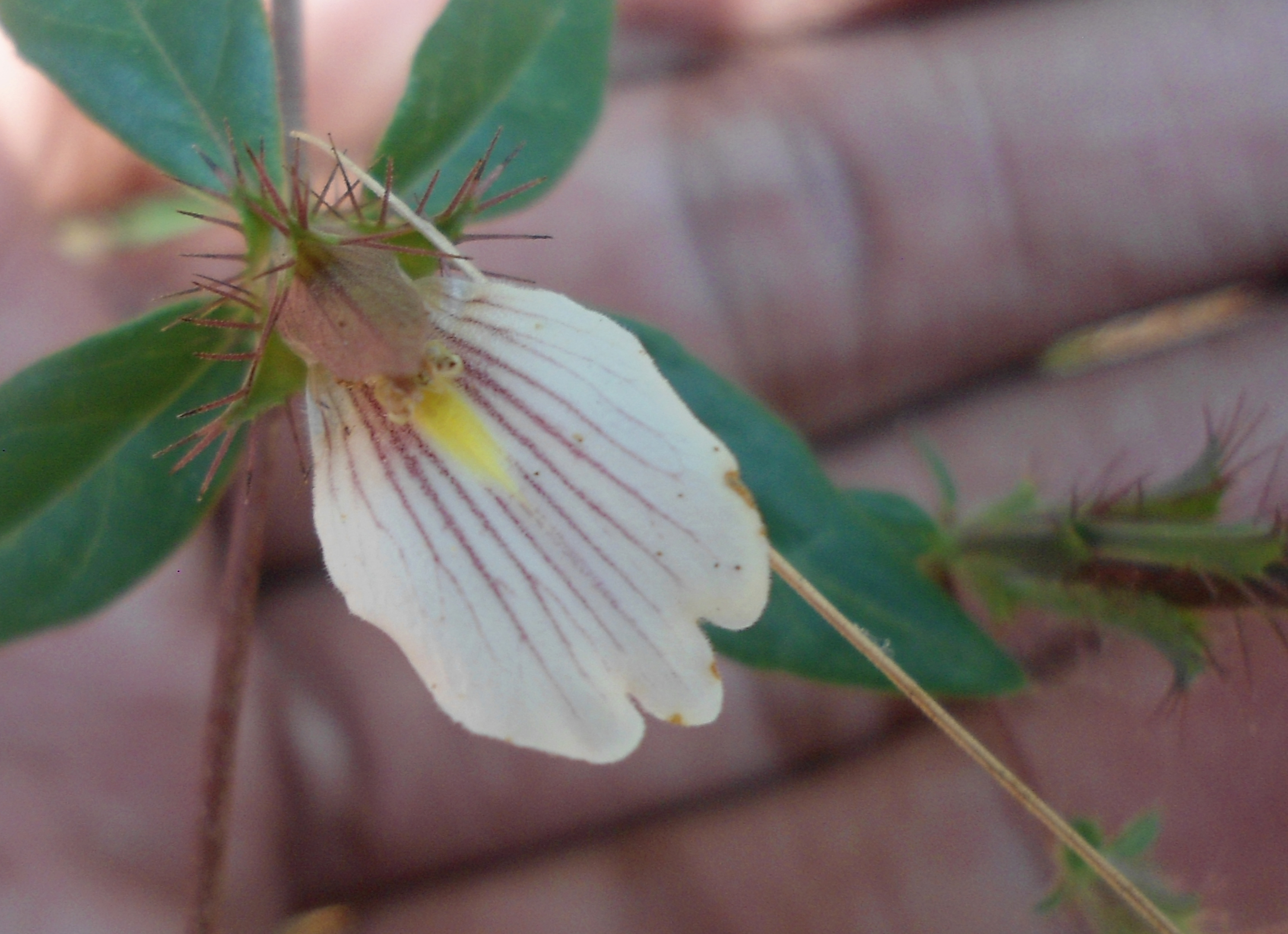
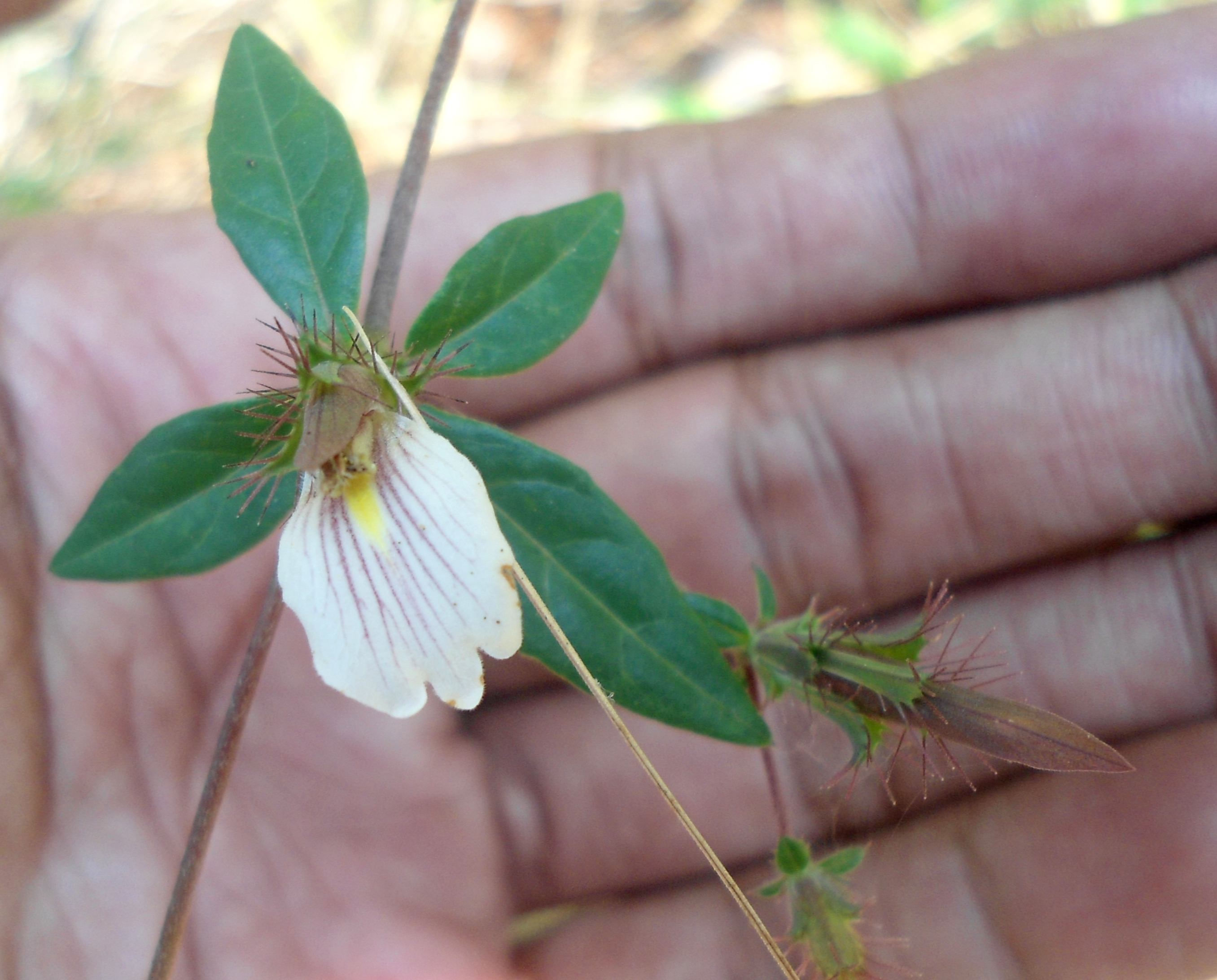

## Dottertaxa tillBlepharis, i alfabetisk ordning[1]
- Blepharis acanthodioides
- Blepharis aequisepala
- Blepharis affinis
- Blepharis angusta
- Blepharis aspera
- Blepharis asteracantha
- Blepharis attenuata
- Blepharis bainesii
- Blepharis boranensis
- Blepharis breyeri
- Blepharis buchneri
- Blepharis burundiensis
- Blepharis calcitrapa
- Blepharis capensis
- Blepharis chrysotricha
- Blepharis crinita
- Blepharis cuanzensis
- Blepharis cuspidata
- Blepharis decussata
- Blepharis dhofarensis
- Blepharis dilatata
- Blepharis diplodonta
- Blepharis diversispina
- Blepharis drummondii
- Blepharis dunensis
- Blepharis duvigneaudii
- Blepharis edulis
- Blepharis exigua
- Blepharis fenestralis
- Blepharis ferox
- Blepharis flava
- Blepharis fleckii
- Blepharis forgiarinii
- Blepharis furcata
- Blepharis gazensis
- Blepharis gigantea
- Blepharis glinus
- Blepharis glomerans
- Blepharis glumacea
- Blepharis grandis
- Blepharis grossa
- Blepharis hildebrandtii
- Blepharis hirtinervia
- Blepharis huillensis
- Blepharis ilicifolia
- Blepharis ilicina
- Blepharis inaequalis
- Blepharis inermis
- Blepharis inflata
- Blepharis innocua
- Blepharis inopinata
- Blepharis integrifolia
- Blepharis involucrata
- Blepharis itigiensis
- Blepharis javanica
- Blepharis katangensis
- Blepharis kenyensis
- Blepharis kuriensis
- Blepharis laevifolia
- Blepharis lawsonii
- Blepharis leendertziae
- Blepharis linearifolia
- Blepharis longifolia
- Blepharis longispica
- Blepharis macra
- Blepharis maculata
- Blepharis maderaspatensis
- Blepharis marginata
- Blepharis menocotyle
- Blepharis meyeri
- Blepharis mitrata
- Blepharis montana
- Blepharis natalensis
- Blepharis noli-me-tangere
- Blepharis obermeyerae
- Blepharis obmitrata
- Blepharis obtusisepala
- Blepharis ogadenensis
- Blepharis panduriformis
- Blepharis paradoxa
- Blepharis pascuorum
- Blepharis petalidioides
- Blepharis petraea
- Blepharis pratensis
- Blepharis procumbens
- Blepharis pruinosa
- Blepharis pungens
- Blepharis pusilla
- Blepharis reekmansii
- Blepharis refracta
- Blepharis richardsiae
- Blepharis scandens
- Blepharis sericea
- Blepharis serrulata
- Blepharis sinuata
- Blepharis sol
- Blepharis somaliensis
- Blepharis spiculifolia
- Blepharis spinescens
- Blepharis spinifex
- Blepharis spinipes
- Blepharis squarrosa
- Blepharis stainbankiae
- Blepharis stuhlmannii
- Blepharis subglabra
- Blepharis subvolubilis
- Blepharis swaziensis
- Blepharis tanae
- Blepharis tanganyikensis
- Blepharis tanzaniensis
- Blepharis tenuiramea
- Blepharis tetrasticha
- Blepharis thulinii
- Blepharis torrei
- Blepharis transvaalensis
- Blepharis trifida
- Blepharis trispina
- Blepharis turkanae
- Blepharis uniflora
- Blepharis uzondoensis
- Blepharis welwitschii